# Maria Sobaniec-Łotowska
Maria Elżbieta Sobaniec-Łotowska – polska patomorfolog, profesor nauk medycznych.

## Życiorys
W 1975 ukończyła studia na Uniwersytecie Medycznym w Białymstoku, w 1980 obroniła pracę doktorską, w 1998 habilitowała się na podstawie pracy zatytułowanej Obraz morfologiczny komórek Purkinjego i naczyń włosowatych kory móżdżku szczura, ze szczególnym uwzględnieniem ich ultrastruktury w przebiegu długotrwałego stosowania walproinienu. W 2005 uzyskała tytuł profesora nauk medycznych.
Pracuje na Uniwersytecie Medycznym w Białymstoku.
Weszła w skład komitetu wspierającego kandydaturę Karola Nawrockiego na prezydenta RP w wyborach w 2025.

## Odznaczenia
- Złoty Krzyż Zasługi (2001)[5]